# Zamek w Radzikach Dużych
Zamek w Radzikach Dużych – zamek rycerski położony w Radzikach Dużych, powstały na początku XV w., obecnie w stanie otwartej ruiny.

## Historia
Zamek zbudował przypuszczalnie kasztelan dobrzyński Andrzej Ogończyk w latach 1380-1384. Być może jednak zamek zbudowano po 1405, czyli okres po zawarciu pokoju w Raciążku lub po roku 1413, gdy w spadku po ojcu Mikołaju z Kutna wieś wraz z przyległymi dobrami otrzymał chorąży Jakusz Ogończyk. Od początku należał jednak do rodu Ogończyków, którzy z czasem zaczęli używać nazwiska Radzikowski. Zamek przebudowany został przez Mikołaja Radzikowskiego w 1510 roku. Po śmierci jego syna Jana Radzikowskiego posiadłość odziedziczyła jego siostra Małgorzata, od 1513 żona Piotra Pleckiego herbu Doliwa z Dąbrowy. W 1564 roku jako właściciel Radzik występuje syn Piotra Pleckiego i Małgorzaty Radzikowskiej, Stanisław Plecki. Jego córka Barbara wniosła zamek wraz z okolicznymi dobrami do majątku swojego męża Walentego Kuczyńskiego. Później zamek przeszedł w ręce Roliczów Tarnowskich. W czasie wojen szwedzkich w połowie XVII wieku zamek uległ zniszczeniu. Około 1770 roku został opuszczony.

## Architektura
Zamek został zbudowany na planie kwadratu o boku około 29 metrów z domem mieszkalnym wzdłuż jednego z boków i wysuniętą bramą znajdującą się po przeciwnej stronie. Do budowy użyto cegły i kamienia polnego. Dom mieszkalny miał piętro i przylegał do północno-wschodniej ściany oraz muru obwodowego, tworzącego dziedziniec. Dom ten był podpiwniczony i był podzielony na trzy pomieszczenia podobnej wielkości. Obecnie jest on najlepiej zachowanym elementem budowli. Naprzeciwko domu zamkowego znajdował się wysunięty przed lico murów budynek z bramą wjazdową. W ścianie północno-zachodniej były dwie przyziemne wnęki ze strzelnicami przystosowanymi do broni palnej, zamurowanymi już w XVI wieku. Na fragmentach murów dostrzegalne są  fragmenty typowej dla gotyku dekoracji z cegły zendrówki ułożonej w romby. 

## Galeria

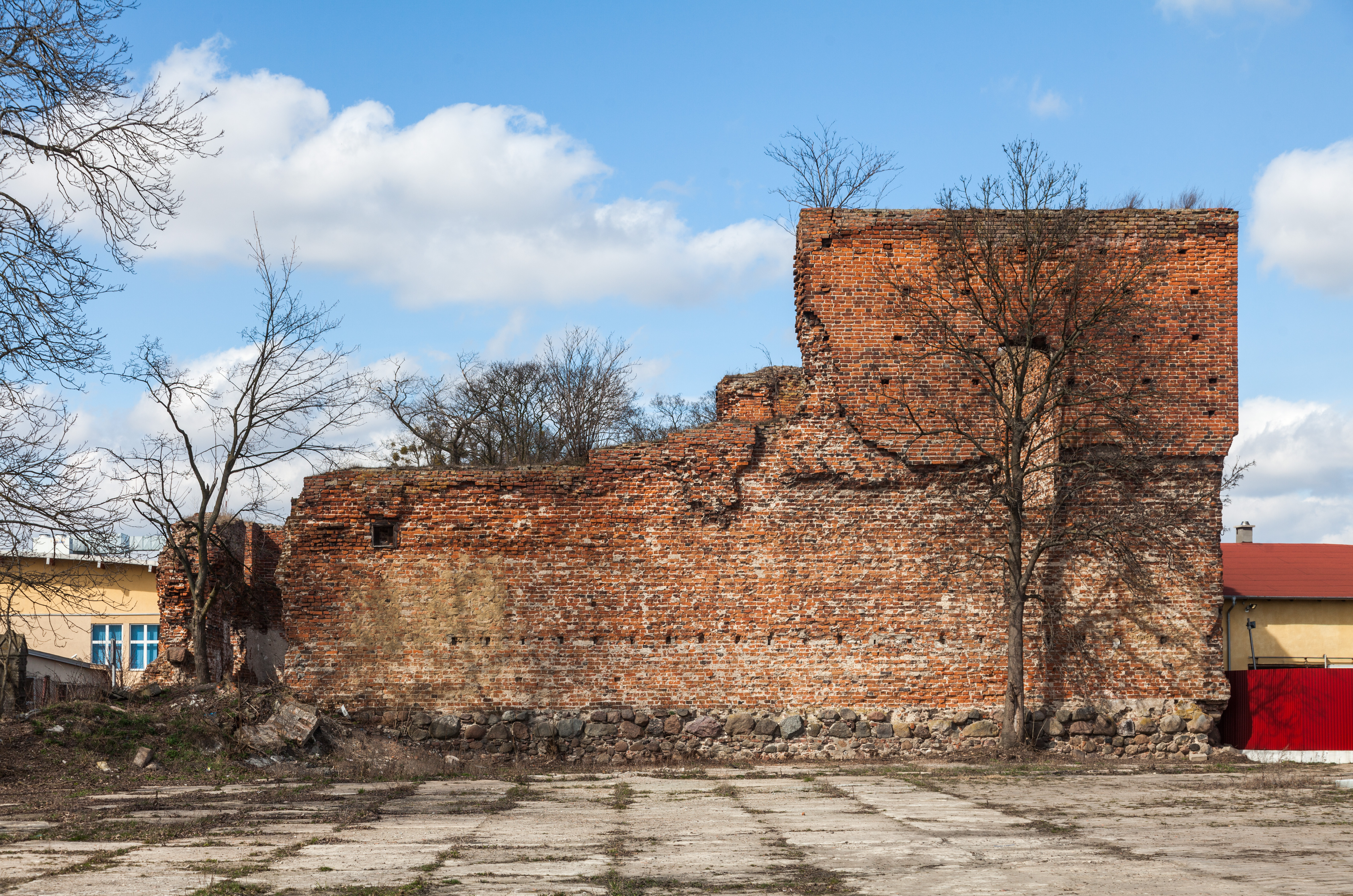
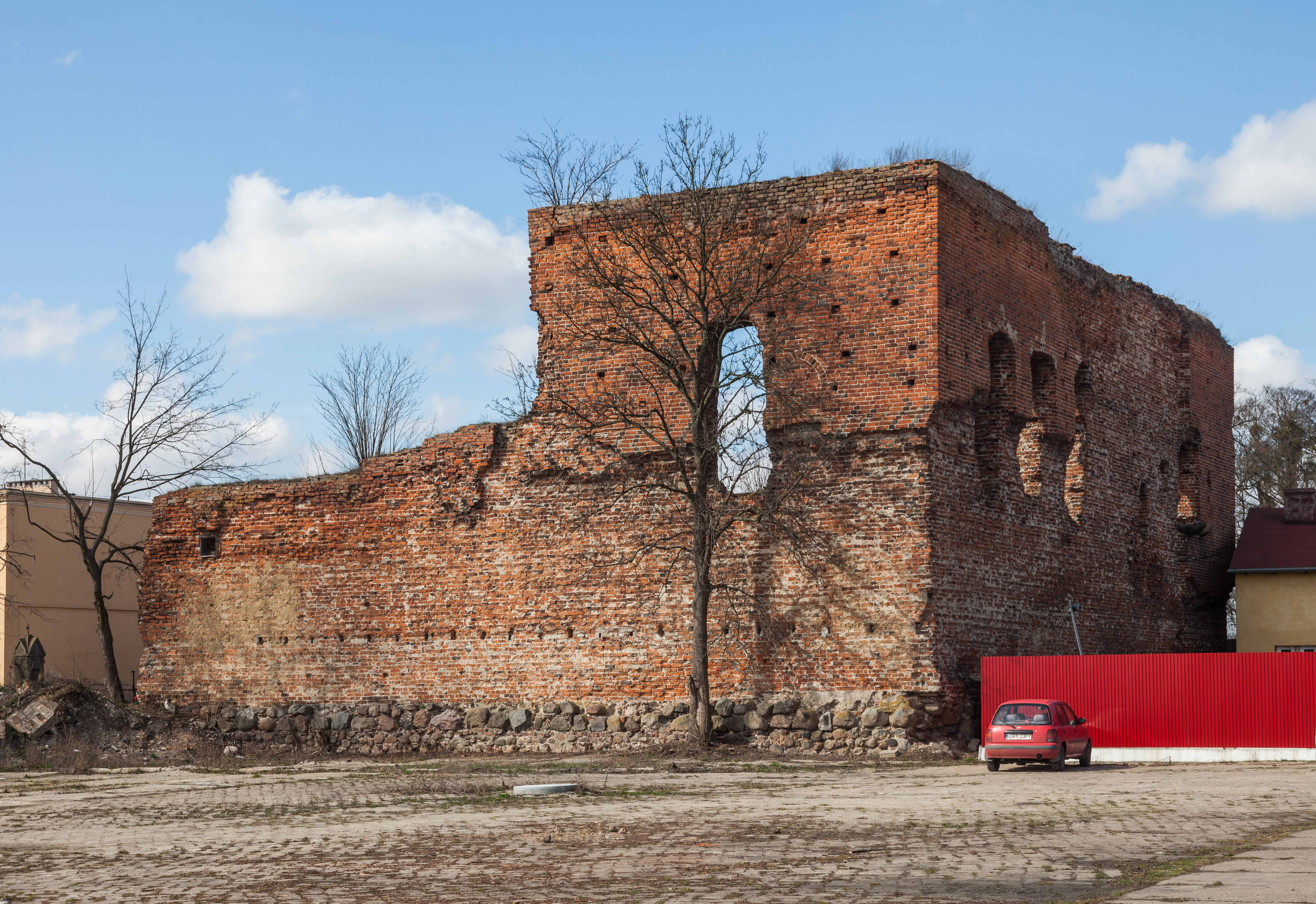
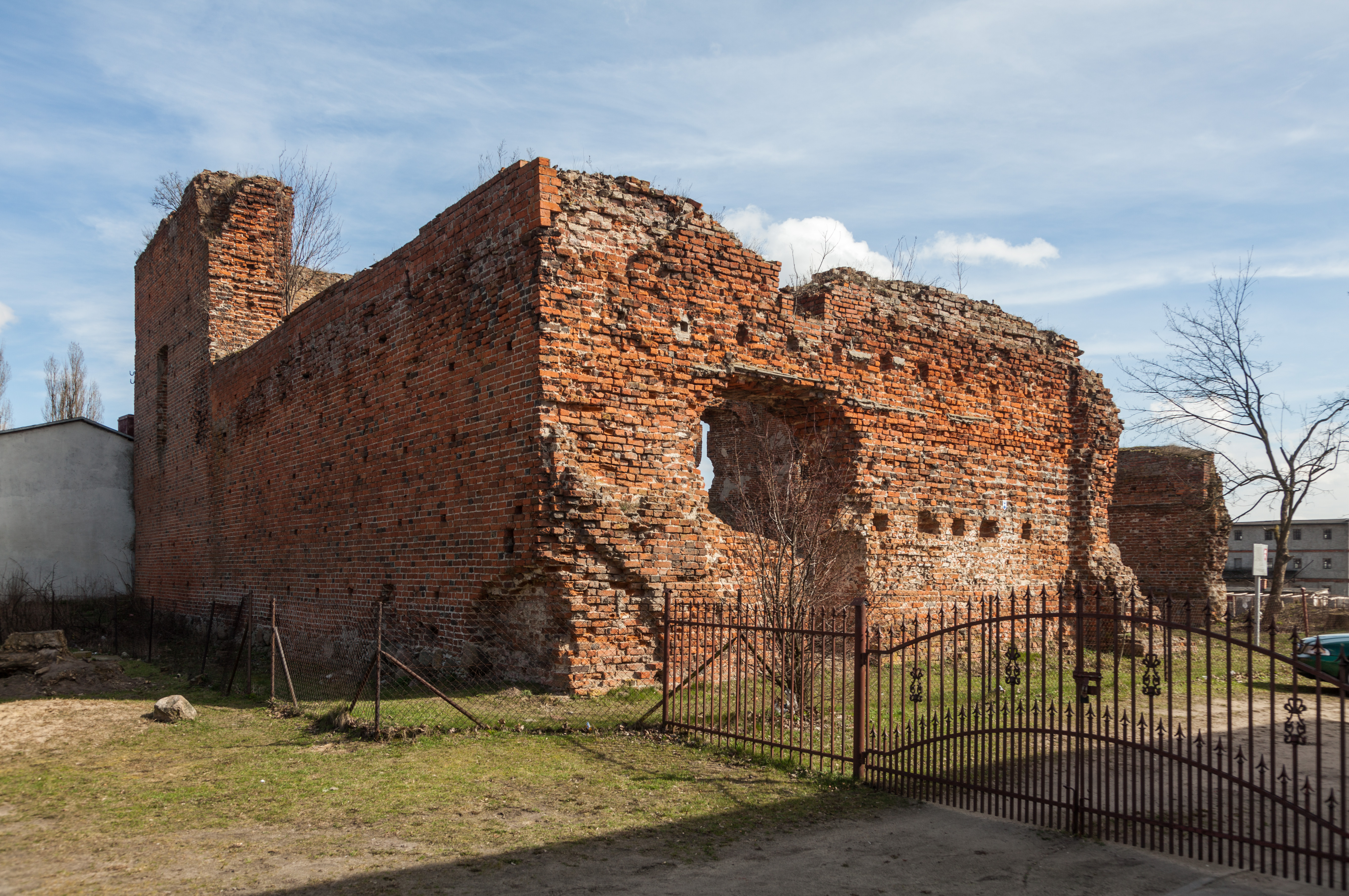
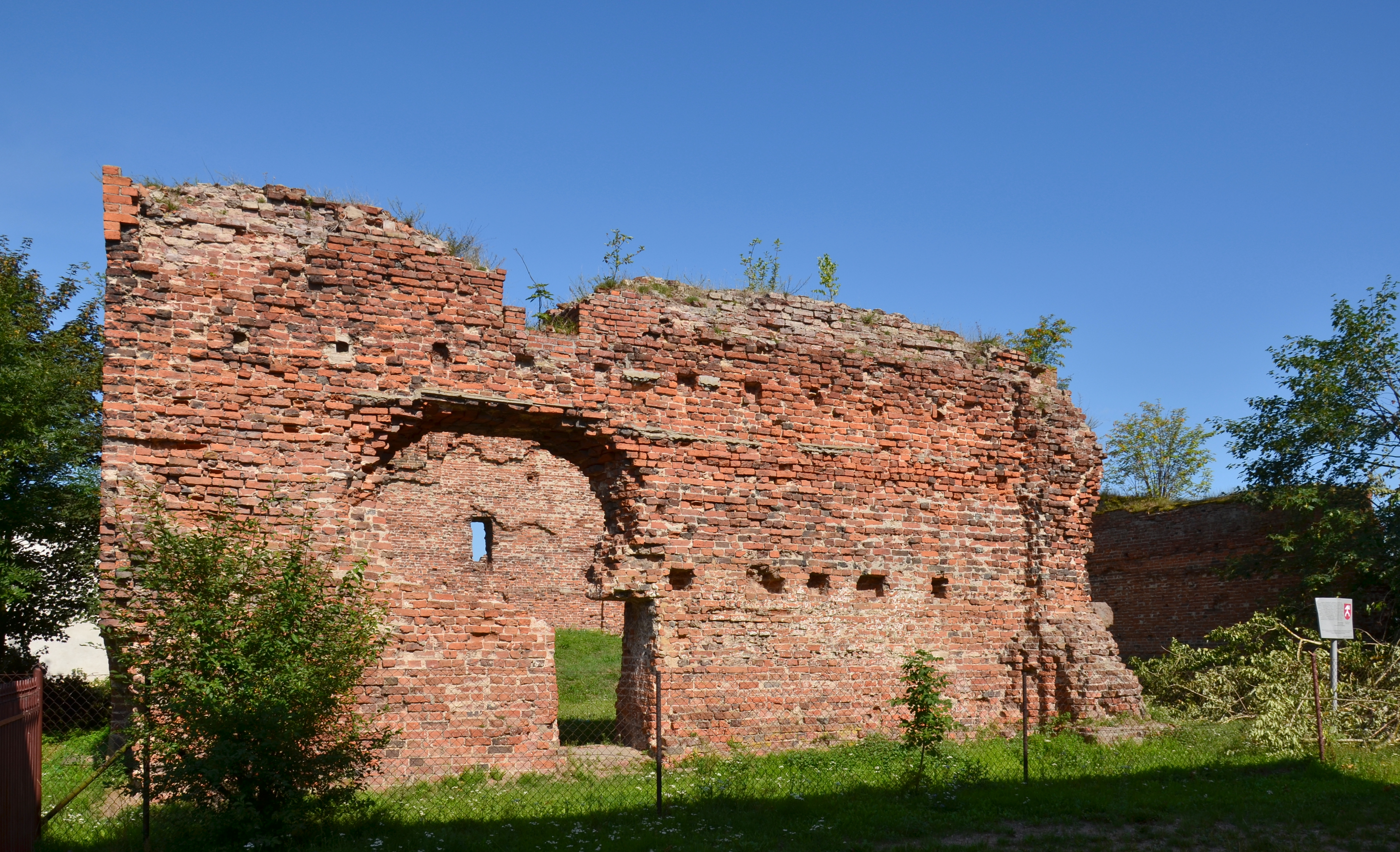
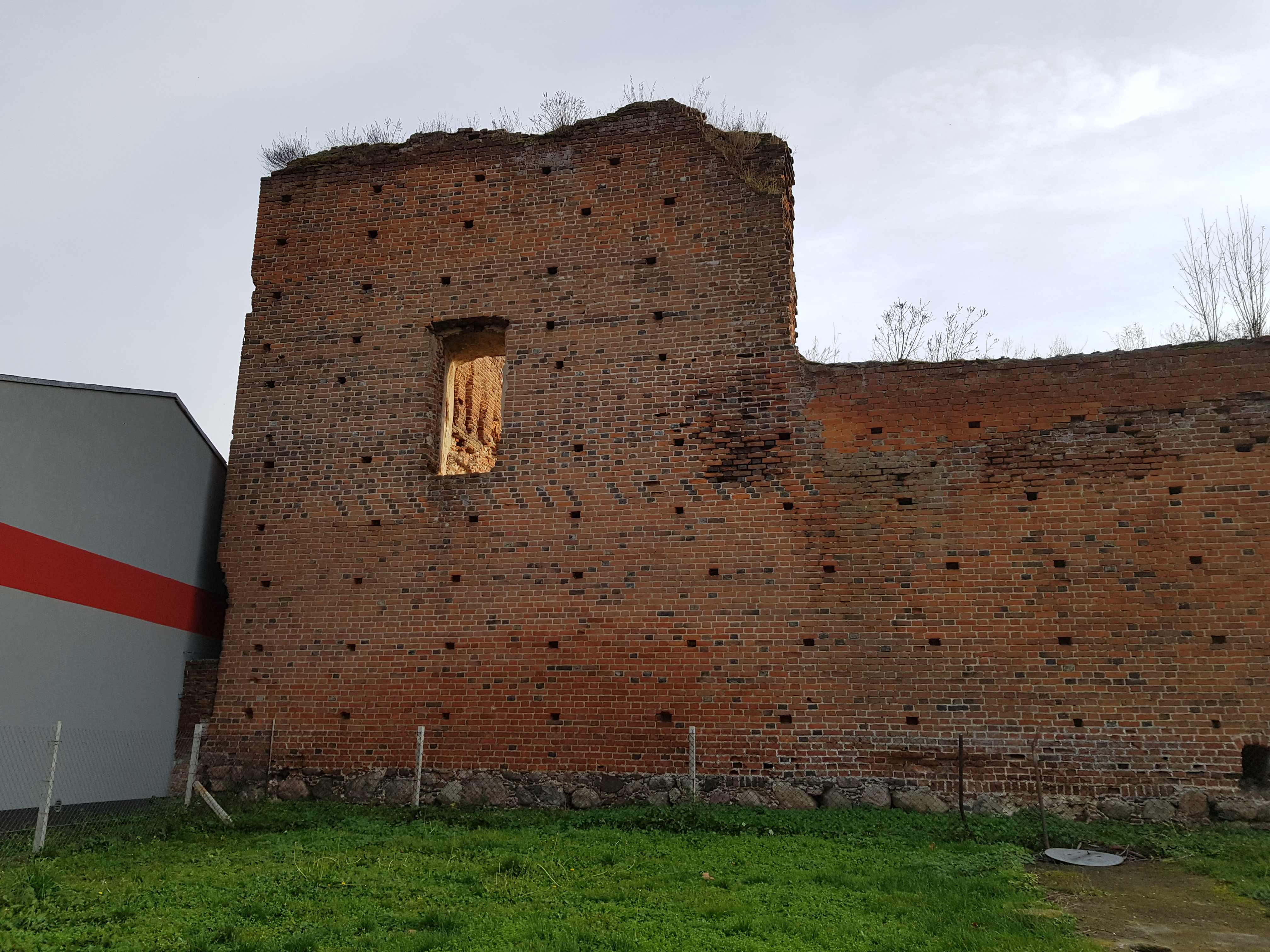
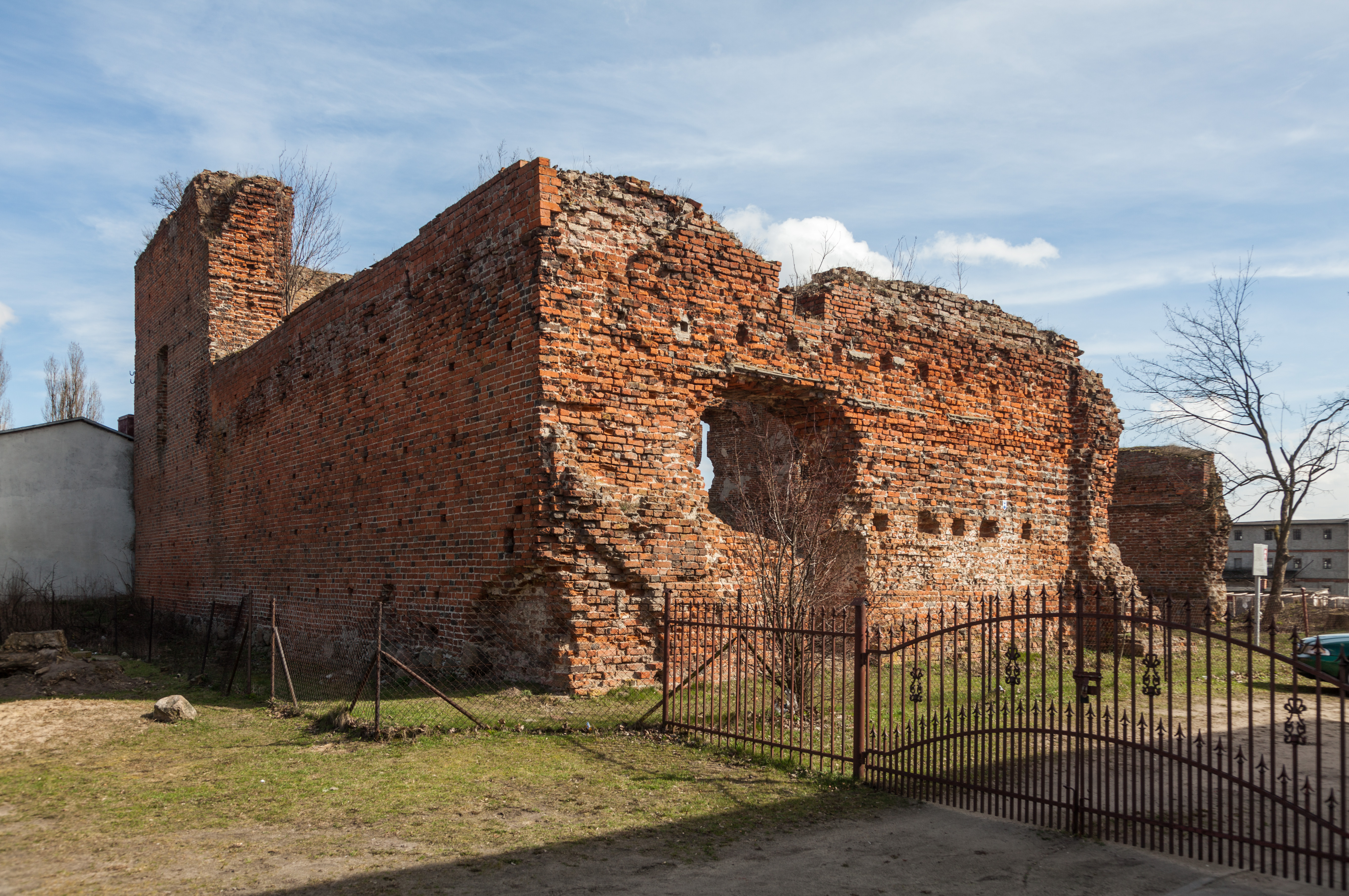
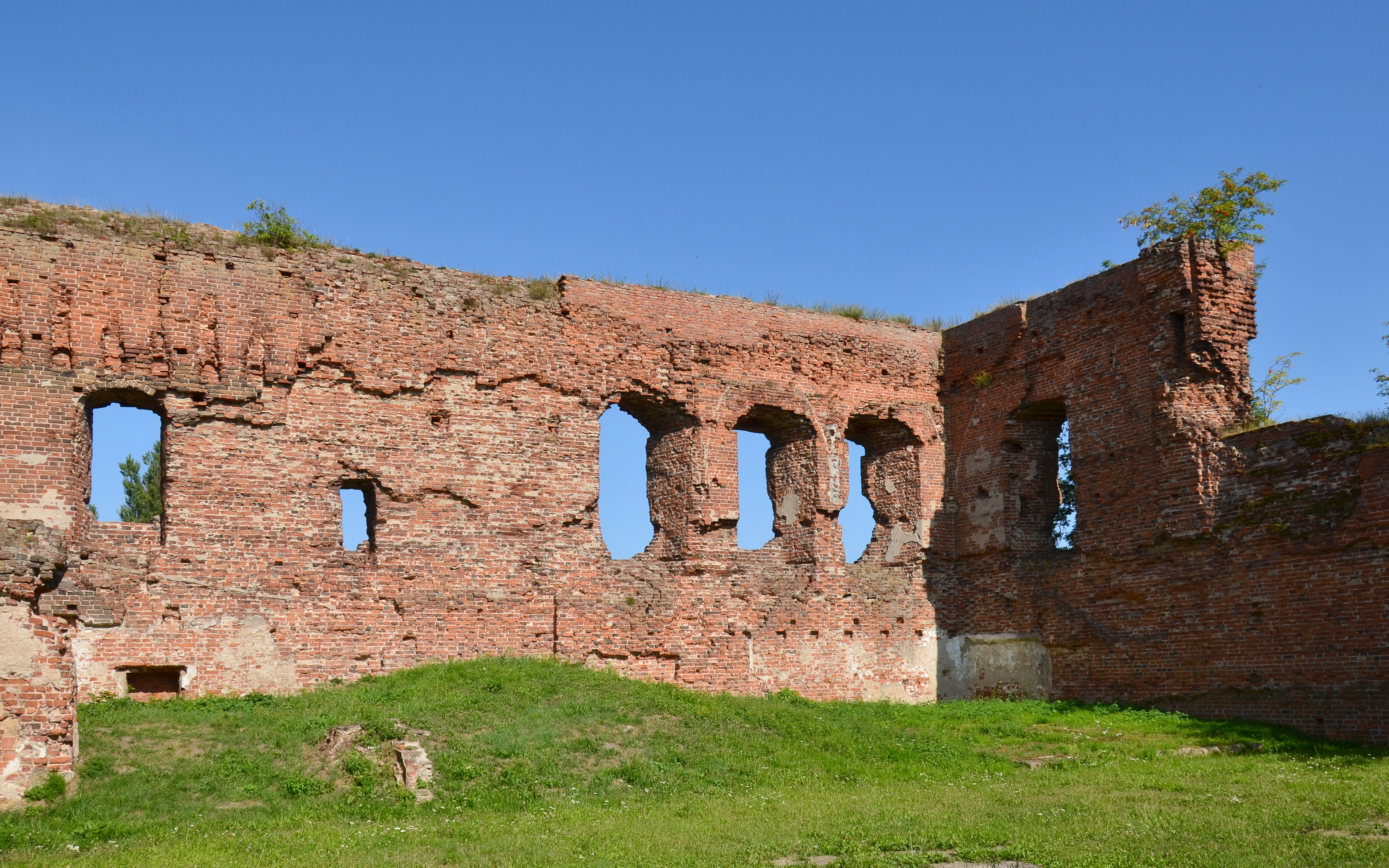
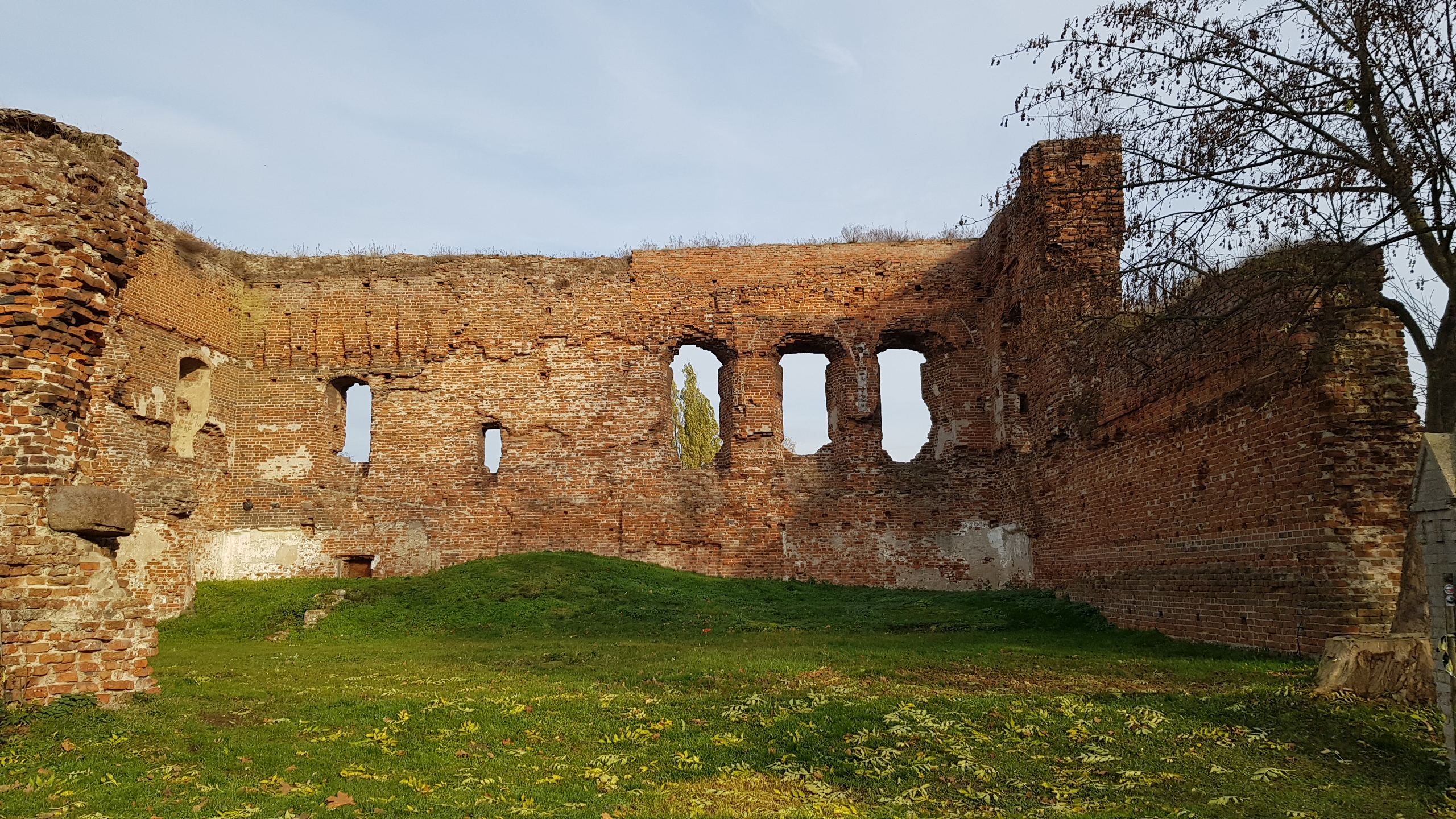